# Bikinia evrardii
Bikinia evrardii är en ärtväxtart som först beskrevs av Paul Rodolphe Joseph Bamps, och fick sitt nu gällande namn av Jan Johannes Wieringa. Bikinia evrardii ingår i släktet Bikinia och familjen ärtväxter. Inga underarter finns listade i Catalogue of Life.